# 小行星3092
小行星3092（3092 Herodotus）是一颗围绕太阳公转的小行星。1960年9月24日，C. J. 万·豪敦、I. 万·豪敦-格勒内费尔德、T. 赫雷爾斯在帕洛马山发现了此天体。
該小行星以古希臘歷史學家希羅多德命名。
这颗小行星的绝对星等为3.279448956136501等。